# Shandong Airlines
Shandong Airlines (en chino simplificado, 山东航空; pinyin, Shān dōng Háng Kōng), también conocida como SDA (en chino simplificado, 山航; pinyin, Shānháng), es una aerolínea con sede en  Jinan, en la provincia de Shandong, China. Opera principalmente rutas desde las localidades de Jinan, Qingdao y Yantai a las principales ciudades de China. Shandong Airlines se fundó el 12 de marzo de 1994 y comenzó operaciones en septiembre del mismo año.

## Flota

### Flota Actual
A agosto de 2024, la flota de Shandong Airlines consistía en las siguientes aeronaves, con una edad media de 10,6 años: